# Ofoase Kese

Ofoase Kese (alternativt Akyem Ofoase, eller bara Ofoase) är en ort i södra Ghana. Den är huvudort för distriktet Akyemansa, och folkmängden uppgick till 7 996 invånare vid folkräkningen 2010.